# Хайдер, Максимилиан
Максимилиан Хайдер (нем. Maximilian Haider; род. 1950) — австрийский физик. Лауреат премии Вольфа 2011 года. Почётный профессор технологического института Карлсруэ. Является основателем и главой компании Corrected Electron Optical Systems (CEOS).

## Биография
Окончил университет имени Христиана Альбрехта в Киле и Дармштадтский технический университет, в котором в 1987 году получил докторскую степень. В 1989 году стал руководителем группы в Европейской лаборатории молекулярной биологии (EMBL).
В 1992 году начинает плодотворное сотрудничество с немецкими физиками Харальдом Розе и Кнутом Урбаном. В 2006 году совместно с ними получает премию Карла-Хайнца Бекурца, а в 2008 — премию Хонды. В 2011 году трём физикам присуждается премия Вольфа.
В 2005 году его компания CEOS удостаивается премии доктора Рудольфа Эберле.

## Премии и награды
- Премия Карла-Хайнца Бекурца[нем.] (2006)
- Премия Хонда (2008) — «For their achievement in the world-first Atomic Electron Microscope, a type of transmission electron microscope capable of atomic-level imaging using aberration correction technology»
- Премия Вольфа по физике (2011) — «За разработку технологии электронной микроскопии со скорректированными аберрациями, позволившей наблюдать отдельные атомы с пикометровым пространственным разрешением, что явилось революционным достижением для материаловедения»[3]
- BBVA Foundation Frontiers of Knowledge Award (2013)[4]
- Премия Кавли (2020)